# Squadra portoghese di Fed Cup
La squadra portoghese di Fed Cup (Equipa Portuguesa da Taça Fed) rappresenta il Portogallo nella Fed Cup, ed è posta sotto l'egida della Federação Portuguesa de Tenis.
Essa partecipa alla competizione dal 1968, e ad oggi il suo miglior risultato è il secondo posto ottenuto nel gruppo I della zona Euro-Africana nel 1998.

## Risultati
| = Incontro del Gruppo Mondiale |

### 2010-2019
| Anno | Turno                          | Data        | Sede           | Avversario    | Punteggio | Esito     |
| ---- | ------------------------------ | ----------- | -------------- | ------------- | --------- | --------- |
| 2010 | Gruppo I, Fase a gironi        | 3 febbraio  | Lisbona (PRT)  | Croazia       | 1 – 2     | Sconfitta |
| 2010 | Gruppo I, Fase a gironi        | 4 febbraio  | Lisbona (PRT)  | Svizzera      | 0 – 3     | Sconfitta |
| 2010 | Gruppo I, Fase a gironi        | 5 febbraio  | Lisbona (PRT)  | Romania       | 1 – 2     | Sconfitta |
| 2010 | Gruppo I, Play-out             | 6 febbraio  | Lisbona (PRT)  | Bulgaria      | 1 – 2     | Sconfitta |
| 2011 | Gruppo II, Fase a gironi       | 5 maggio    | Il Cairo (EGY) | Marocco       | 2 – 1     | Vittoria  |
| 2011 | Gruppo II, Fase a gironi       | 6 maggio    | Il Cairo (EGY) | Finlandia     | 2 – 1     | Vittoria  |
| 2011 | Gruppo II, Playoff promozione  | 7 maggio    | Il Cairo (EGY) | Georgia       | 2 – 0     | Vittoria  |
| 2012 | Gruppo I, Fase a gironi        | 1º febbraio | Eilat (ISR)    | Gran Bretagna | 0 – 3     | Sconfitta |
| 2012 | Gruppo I, Fase a gironi        | 2 febbraio  | Eilat (ISR)    | Israele       | 2 – 1     | Vittoria  |
| 2012 | Gruppo I, Fase a gironi        | 3 febbraio  | Eilat (ISR)    | Paesi Bassi   | 2 – 1     | Vittoria  |
| 2012 | Gruppo I, Playoff 5º-8º posto  | 4 febbraio  | Eilat (ISR)    | Bulgaria      | 2 – 0     | Vittoria  |
| 2013 | Gruppo I, Fase a gironi        | 7 febbraio  | Eilat (ISR)    | Ungheria      | 0 – 3     | Sconfitta |
| 2013 | Gruppo I, Fase a gironi        | 8 febbraio  | Eilat (ISR)    | Gran Bretagna | 1 – 2     | Sconfitta |
| 2013 | Gruppo I, Fase a gironi        | 9 febbraio  | Eilat (ISR)    | Bosnia-E.     | 2 – 1     | Vittoria  |
| 2013 | Gruppo I, Playoff 9º-12º posto | 10 febbraio | Eilat (ISR)    | Slovenia      | w/o       | Vittoria  |
| 2014 | Gruppo I, Fase a gironi        | 4 febbraio  | Budapest (HUN) | Bulgaria      | 2 – 1     | Vittoria  |
| 2014 | Gruppo I, Fase a gironi        | 6 febbraio  | Budapest (HUN) | Bielorussia   | 0 – 3     | Sconfitta |
| 2014 | Gruppo I, Fase a gironi        | 7 febbraio  | Budapest (HUN) | Turchia       | 2 – 1     | Vittoria  |
| 2014 | Gruppo I, Playoff 5º-8º posto  | 9 febbraio  | Budapest (HUN) | Belgio        | 1 – 2     | Sconfitta |
| 2015 | Gruppo I, Fase a gironi        | 4 febbraio  | Budapest (HUN) | Bulgaria      | 0 – 3     | Sconfitta |
| 2015 | Gruppo I, Fase a gironi        | 5 febbraio  | Budapest (HUN) | Georgia       | 1 – 2     | Sconfitta |
| 2015 | Gruppo I, Fase a gironi        | 6 febbraio  | Budapest (HUN) | Bielorussia   | 1 – 2     | Sconfitta |
| 2015 | Gruppo I, Play-out             | 7 febbraio  | Budapest (HUN) | Liechtenstein | 2 – 0     | Vittoria  |